# Norbert Schmid

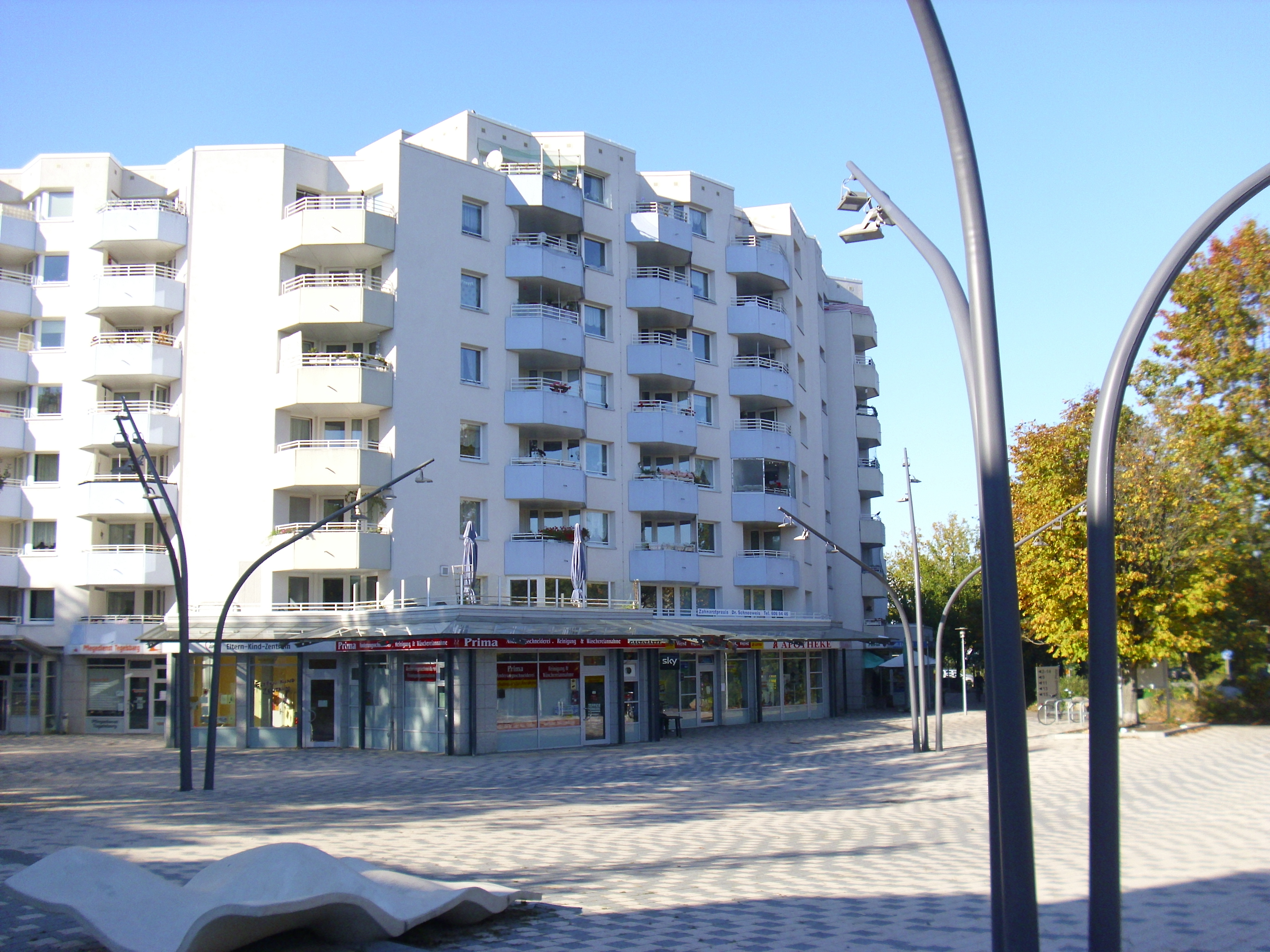
Norbert-Schmid-Platz in Hamburg

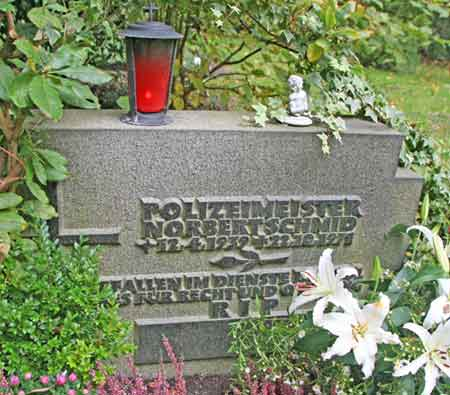
Die Grabstätte des Polizisten Norbert Schmid

Norbert Schmid (* 12. April 1939 in Hamburg; † 22. Oktober 1971 ebenda) war ein Hamburger Polizeibeamter, der beim Versuch der Festnahme von Terroristen der Rote Armee Fraktion (RAF) erschossen wurde. Schmid war das erste Mordopfer der RAF.
Am frühen Morgen des 22. Oktober 1971 versuchten der 32-jährige Schmid und sein Kollege Heinz Lemke vor dem Alstertal-Einkaufszentrum in Hamburg-Poppenbüttel im Rahmen einer Zivilfahndung eine Verdächtige zu überprüfen; wie sich später herausstellte, handelte es sich dabei um Margrit Schiller. Sie entzog sich der Überprüfung und flüchtete. Es kam zu einer Verfolgung zu Fuß, in die sich auch die RAF-Mitglieder Gerhard Müller und Ulrike Meinhof einschalteten, die sich in der Nähe aufgehalten hatten und von den Polizisten nicht erkannt worden waren. Schusswaffen wurden eingesetzt, dabei wurde der Polizeibeamte Schmid tödlich getroffen.
Margrit Schiller wurde später am selben Tag festgenommen. Der tödliche Schuss stammte allerdings nicht aus ihrer Waffe, und der Beamte Lemke hatte einen Mann auf Schmid schießen sehen. Durch diese und weitere Hinweise wurde der Terrorist Müller als Todesschütze ausgemacht. Müller und Meinhof waren jedoch entkommen und wurden erst im folgenden Jahr festgenommen. Auch Margrit Schiller bezichtigte später Müller der Tat.
Gerhard Müller wurde Kronzeuge der Bundesanwaltschaft im Stammheim-Prozess. Die Anklage wegen Mordes gegen ihn wurde fallengelassen, da der Kollege des Toten seine Aussage abschwächte und sich nicht mehr sicher war. Ebenso wurden auch Aussageprotokolle, in denen Müller sich selbst schwer belastete, aufgrund des Paragrafen 96 der Strafprozessordnung, die eine Auslieferung von Schriftstücken untersagt, falls es dem „Wohle des Bundes“ widerspricht, nicht an das zuständige Gericht weitergeleitet. Nach dem Urteil des LG Hamburg vom 16. März 1976 hatte die Beweisaufnahme trotz schwerer Verdachtsmomente keine hinreichenden Beweise für die Täterschaft Müllers erbracht.
Im Hamburger Stadtteil Hamburg-Hummelsbüttel wurde der Norbert-Schmid-Platz nach ihm benannt. Die Grabstätte befindet sich auf dem Friedhof Volksdorf in Hamburg.